# Café con aroma de mujer (2021)
Café con aroma de mujer é uma telenovela colombiana de 2021, produzida por Yalile Giordanelli para a RCN Televisión e distribuída pela Telemundo. É uma nova versão da telenovela homônima de 1994 criada por Fernando Gaitán, que já teve duas adaptações populares feitas no México com os títulos Cuando seas mía e Destilando amor. Estreou pela primeira vez na Colômbia em 10 de maio a 24 de setembro de 2021 por meio do Canal RCN, enquanto nos Estados Unidos estreou na Telemundo em 25 de maio a 28 de setembro de 2021, substituindo Buscando a Frida e sendo substituída por Malverde: El Santo Patrón. A novela foi finalizada em 24 de setembro de 2021 na Colômbia.
É protagonizada por William Levy e Laura Londoño, sendo antagonizada por Carmen Villalobos, Diego Cadavid e Mabel Moreno.
A música de abertura e as canções da trilha sonora são cantadas por Laura Londoño.

## Enredo
Todos os anos, Gaviota (Laura Londoño) e sua mãe, Carmeza Suárez (Katherine Vélez) chegam à Fazenda Casablanca para pegar o café da segunda safra do ano, mas esperam que a próxima visita seja a última, pois a partir de agora serão donas de suas próprias terras. No entanto, o destino tem outros planos. Otávio Vallejo (Luis Eduardo Motoa), proprietário da fazenda, acaba de falecer. Gaviota já o havia salvado de um sequestro. Otávio prometeu como recompensa dar-lhe um hectare de terra para que ela pudesse plantar seu próprio café. Tentando fazer com que a família Vallejo honre o acordo, Gaviota conhece Sebastián (William Levy), filho de Otávio, e uma atração irreprimível nasce entre eles, um amor doloroso e impossível, tornando-se dois amantes que pertencem a mundos diferentes.

## Elenco
- Laura Londoño - Teresa Suárez (Gaivota)
- William Levy - Sebastián Vallejo Cortez
- Carmen Villalobos - Lucia Sanclemente Méndez de Vallejo
- Diego Cadavid - Iván Vallejo Sáenz
- Lincoln Palomeque - Leonidas Salinas
- Luces Velásquez - Julia Cortéz de Vallejo
- Katherine Vélez - Carmeza Suárez
- Andrés Toro - Aurelio Díaz
- Mabel Moreno - Lucrecia Valencia De Castillo de Vallejo
- Ramiro Meneses - Carlos Mario Álzate
- María Teresa Barreto - Marcela Vallejo Cortez
- Laura Archbold - Paula Vallejo Cortez
- Juan David Agudelo - Bernardo Vallejo Sáenz
- Laura Junco - Margarita Briceño
- Dailyn Valdivieso - La Maracucha
- Caterin Escobar - Marcia Aguirre
- Marcelo Dos Santos - Eduardo Sanclemente
- Yarlo Ruíz - Lemarcus Acosta
- Raúl Ocampo - Carlos
- Pedro Gilmore - Arthur
- Mario Duarte - Pablo Emilio Villegas
- Constanza Gutierrez - Margot
- Maia Landaburu - Diana
- Carlos Manuel Vesga - Danilo
- Waldo Urrego - Pedro Alzate
- María del Rosario - Aura
- Jorge López - Xavier
- Mario Espitia - Jorge Latorre
- Juan Carlos Cruz - Wilson Briceño
- Julian Santamaría - Campesino
- Rodrigo Candamil - Martín Tejeiras
- Julian Andrés Velásquez
- Juan Sebastián Ruíz
- Luis Eduardo Motoa - Otávio  Vallejo

## Exibição

### Brasil
A novela está disponível no serviço de streaming Netflix com dublagem em português desde 1 de junho de 2022.
Quase foi adquirida pela Rede Bandeirantes em maio de 2024 e seria exibida no horário nobre no segundo semestre deste ano, mas acabou desistindo por conta da crise financeira. Em janeiro de 2025, foi anunciado que a Band adquiriu os direitos de exibição da novela, estreando ela a partir de 08 de maio de 2025, substituindo Beleza Fatal na faixa das 20h30.

### Portugal
Foi exibida entre 21 de novembro de 2023 a 22 de março de 2024 na Record TV às 21h00 e sendo substituída por Meu Coração é Teu. A novela é exibida de novo em Portugal no canal V+ TVI desde 9 de agosto de 2024.

## Produção

### Desenvolvimento
A produção foi anunciada durante o Up-front da Telemundo para a temporada de televisão do período 2020–21. A produção da telenovela iniciou as gravações em 3 de dezembro de 2020 nos locais definidos. Para esta versão, a adaptação está a cargo de Adriana Suárez junto com Javier Giraldo e Paola Cazares, e a direção de cena sob o comando de Mauricio Cruz e Olga Lucía Rodríguez.
As produções começaram em dezembro de 2020, na Colômbia. A lista do elenco foi anunciada em 4 de dezembro de 2020 pela revista americana People en Español. Um trailer da novela foi lançado em 5 de abril de 2021.

## Recepção
A novela foi posicionada durante sua estreia na sexta posição dos programas mais assistidos na Colômbia durante a noite de 10 de maio de 2021. Sendo assim superada em audiência pela segunda temporada de Enfermeras—produção do mesmo canal—. Embora tenha sido bem recebida pelo público em sua estreia, não obteve classificações favoráveis devido aos protestos de 2021 na Colômbia.